# روبیو (بازیکن فوتبال، زاده ۱۹۹۵)
روبیو (انگلیسی: Rubio؛ زادهٔ ۲۴ ژوئن ۱۹۹۵) بازیکن فوتبال اهل اسپانیا است.